# Frank Peppiatt
Frank Peppiatt est un scénariste, producteur et acteur canadien, né à Toronto (Canada), le 19 mars 1927, et mort le 7 novembre 2012 à Ponte Vedra Beach.

## Filmographie

### comme scénariste

#### À la télévision
- 1977 : Shields and Yarnell (en) (série)
- 1965 : Frank Sinatra: A Man and His Music (en)
- 1969 : Wake Me When the War Is Over
- 1974 : Julie and Jackie: How Sweet It Is
- 1978 : Dorothy Hamill Presents Winners

#### Au cinéma
- 1968 : Monte Carlo: C'est La Rose (en)

### comme producteur

#### À la télévision
- 1969 : Hee Haw (série)
- 1974 : The Harlem Globetrotters Popcorn Machine (en) (série)
- 1975 : Keep on Truckin' (série)
- 1976 : The Sonny and Cher Show (en) (série)

### comme acteur

#### À la télévision
- 1953 : After Hours (en) (série) : Regular